# 今城 (美濃国)
今城（いまじょう）は、岐阜県可児市にあった日本の城（山城）。

## 概要
舌状に北へ突き出した丘陵支脈の先端部分にある標高約160メートル、比高差は約20メートルの愛宕山一帯に築かれた。城主の小池家継は金山城主である森可成に仕えていた。

## 歴史

### 室町時代
天文年間（1532年-1555年）にこの地域の豪族であった小池家継が築城した。

### 戦国時代
天正10年（1582年）に織田信長が本能寺の変が起きた後、いままで森氏に従っていた東濃諸国の武将は反抗するようになった。森長可は反抗する武将を武力で鎮圧したが、その際に家継もその対象となった。その後、森長可の立ち退き命令により廃城となった。記録には残っていないが廃城後に改修した痕跡があることから、天正12年（1584年）小牧・長久手の戦いの際に森氏が今城を改修したとみられている。

### 昭和時代
昭和35年（1960年）頃まで山頂部には愛宕神社が鎮座していたが廃社となっていた。

### 現代
現在は曲輪、土塁、堀切の遺構は整備されている。豪族の城郭なので規模も小さく、山頂部に周囲を土塁に囲まれた本丸があり、虎口が南北に2個所開かれている。
登城口から登る途中に椎茸が栽培されているので基本的にこの道は私有地であり立入禁止になっている。そのため、城に行く際は右脇の農道を通るルートか裏の入口から行くルートしかない。山頂部は一辺が約30メートル位の平地になっている。三の丸に城主である小池家継の墓の小さな五輪塔が数基建っている。二の丸にはかつて小池家継が居住した屋敷が存在したといわれている。

## ギャラリー

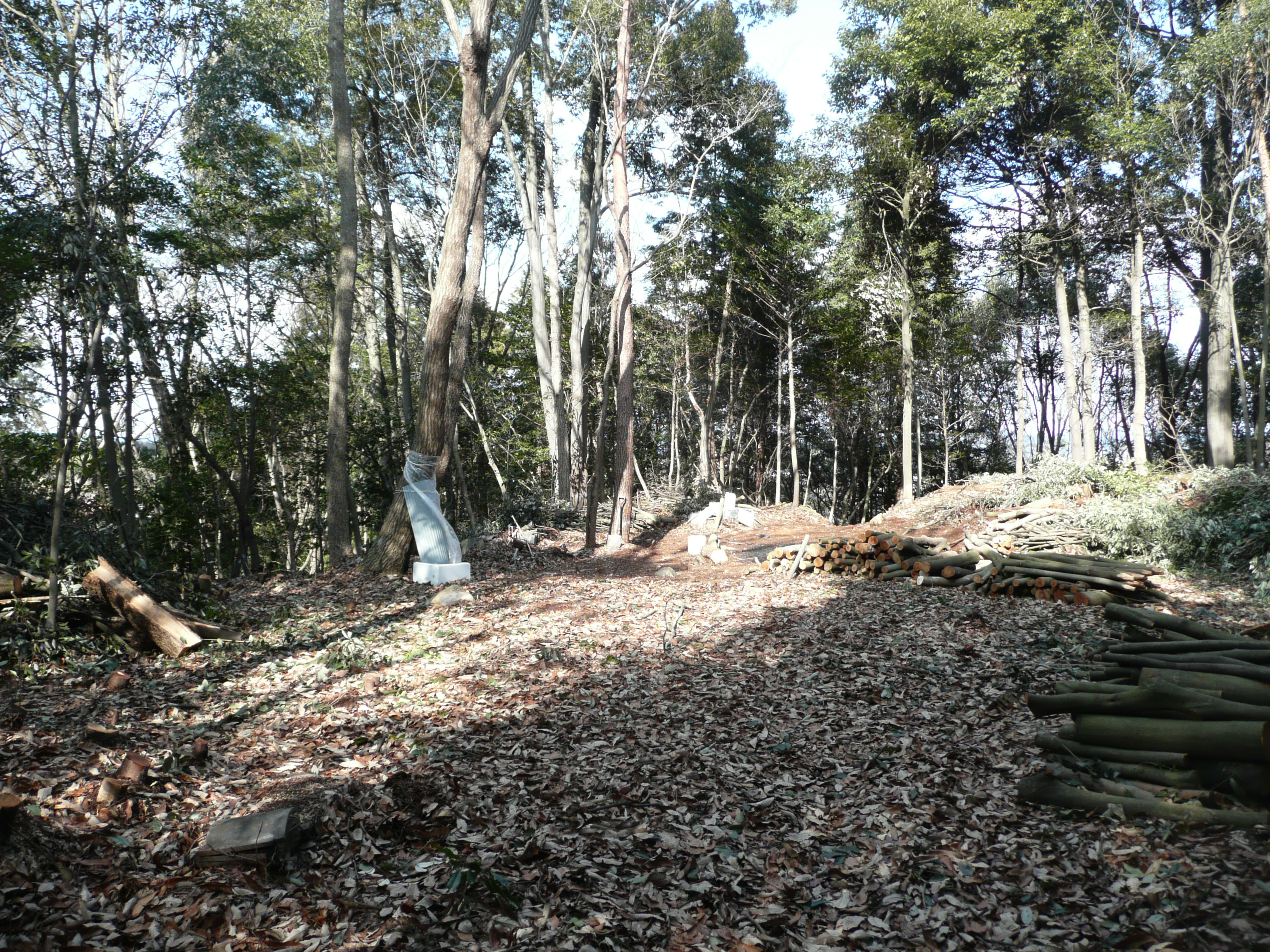
本丸跡地
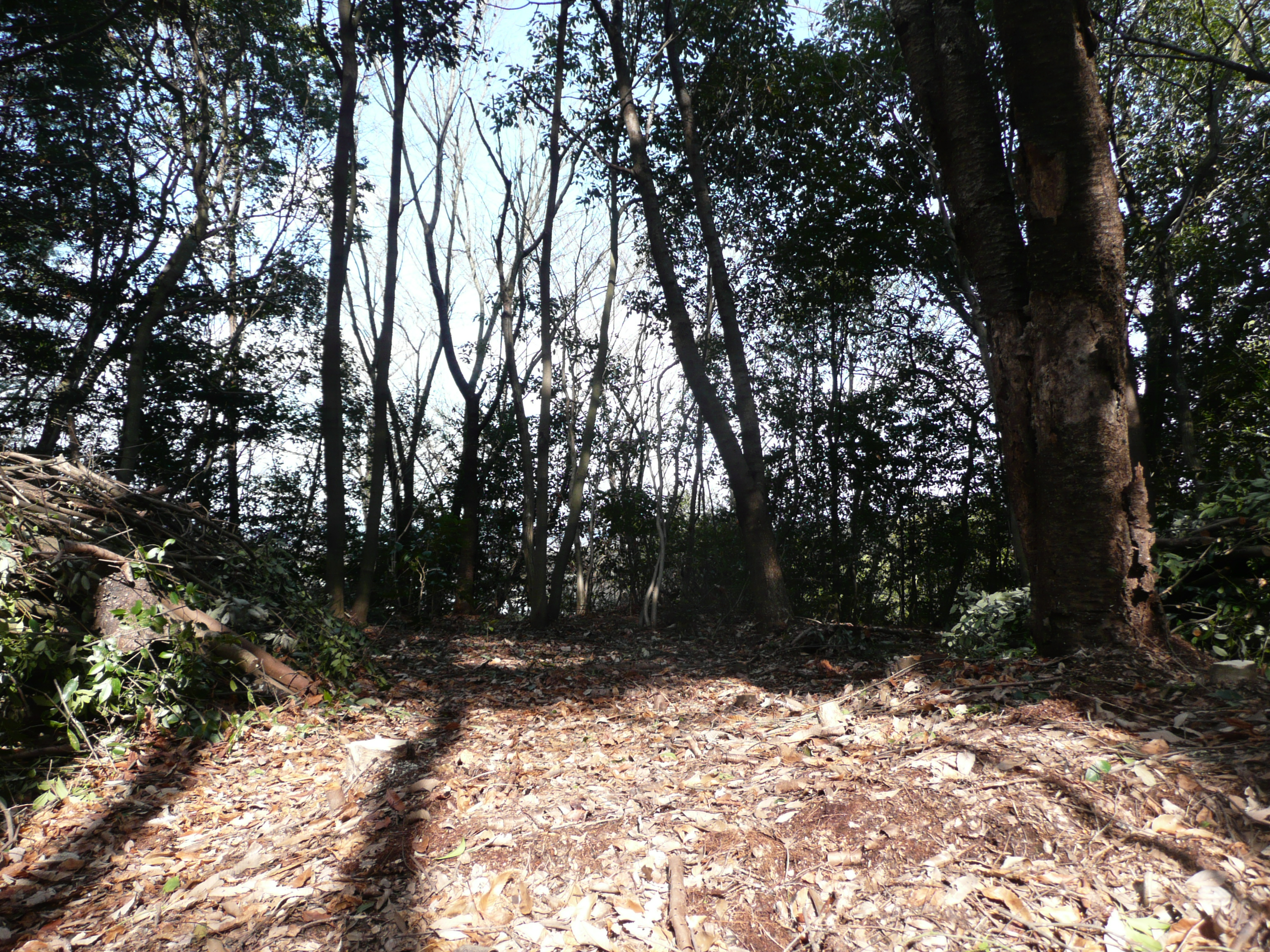
二の丸跡地
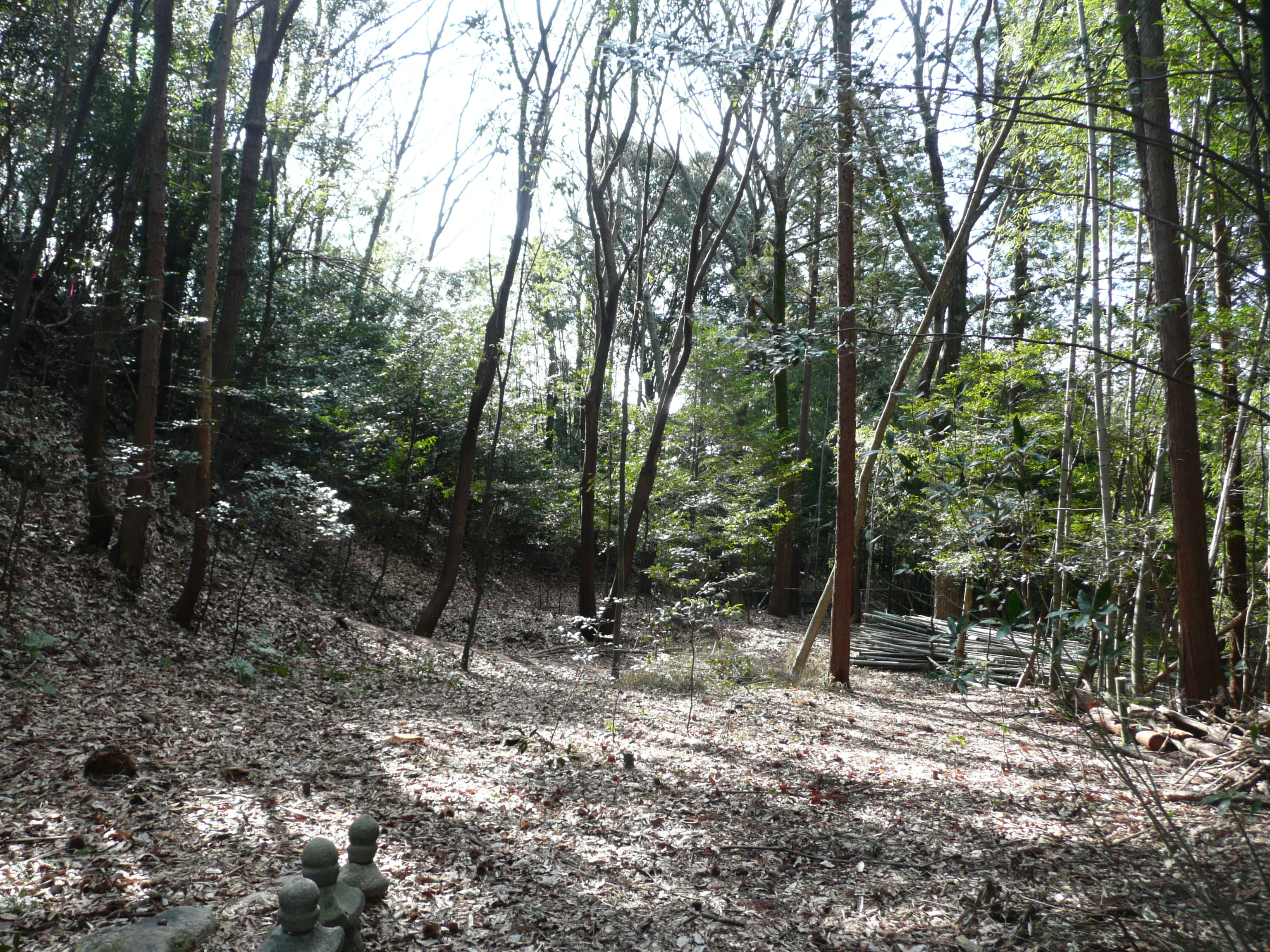
三の丸跡地
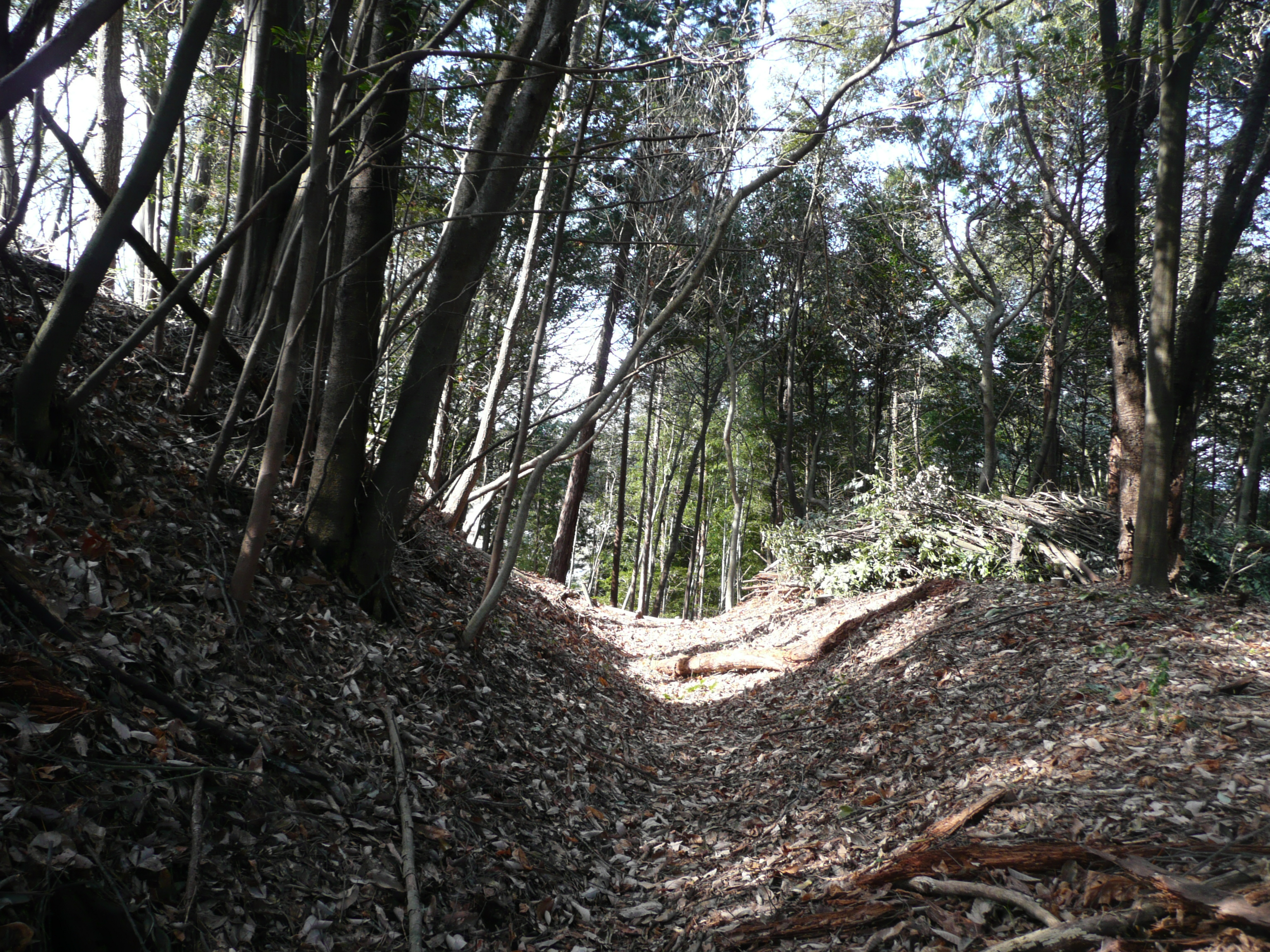
堀切
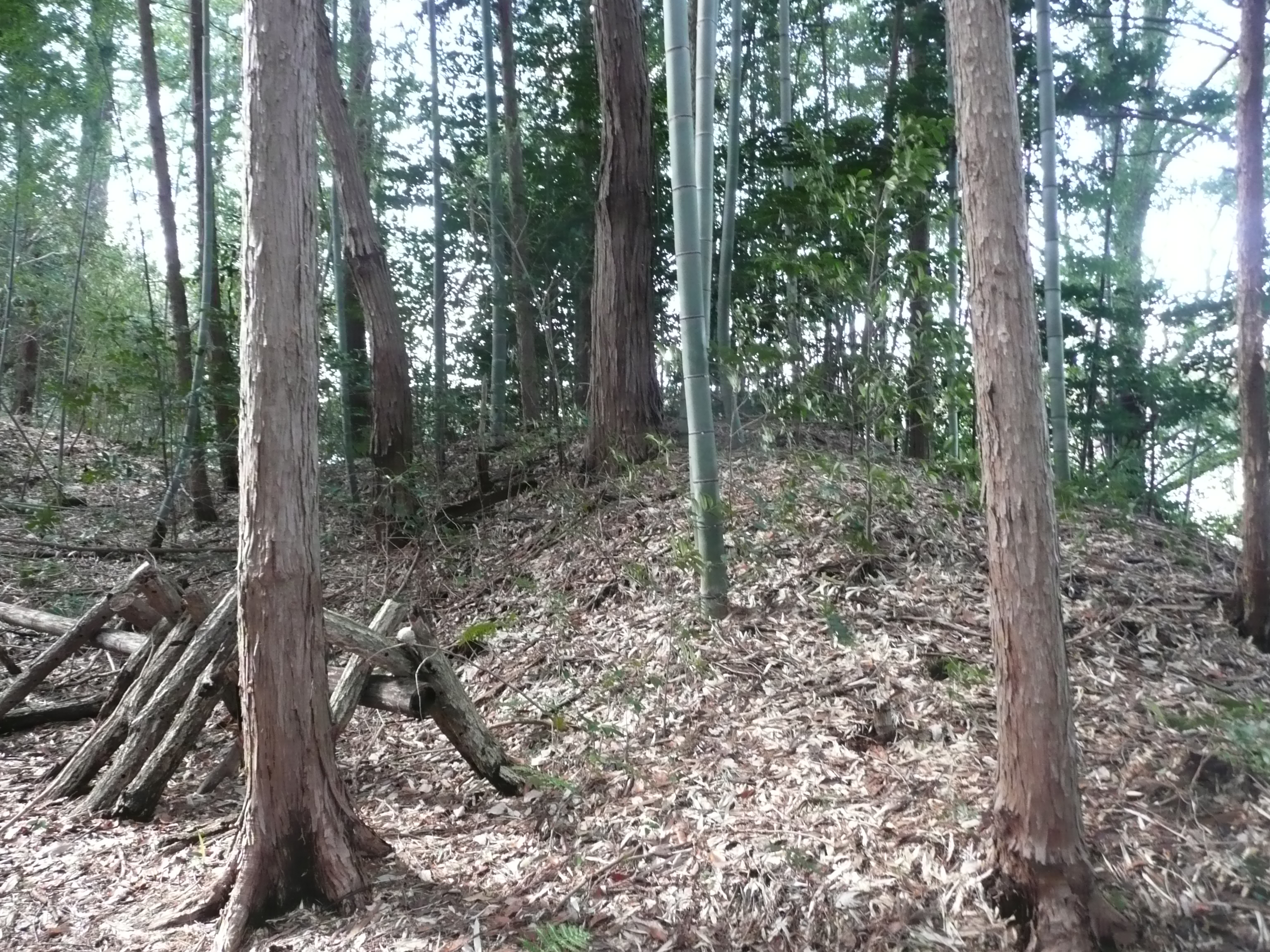
土塁
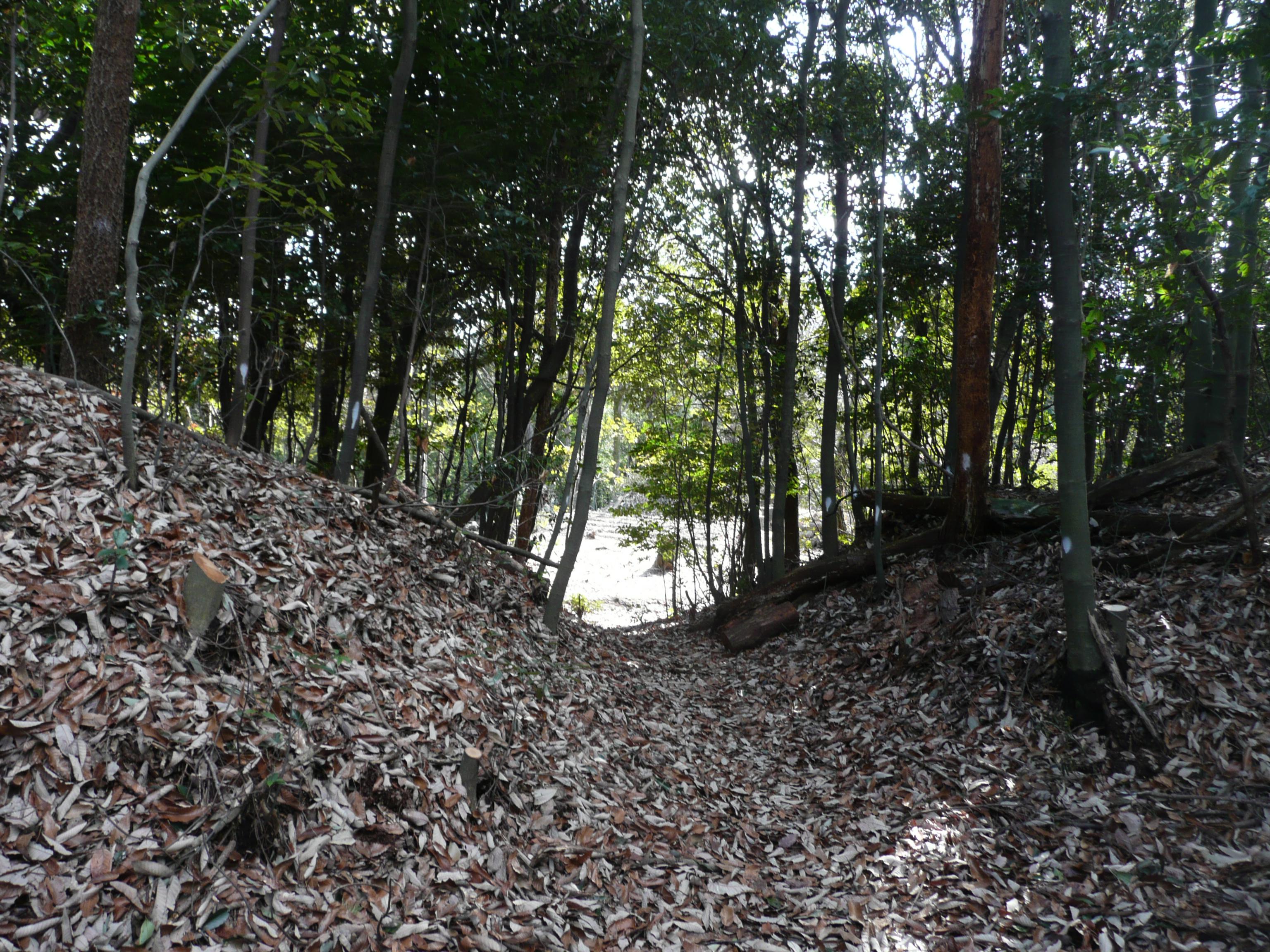
虎口
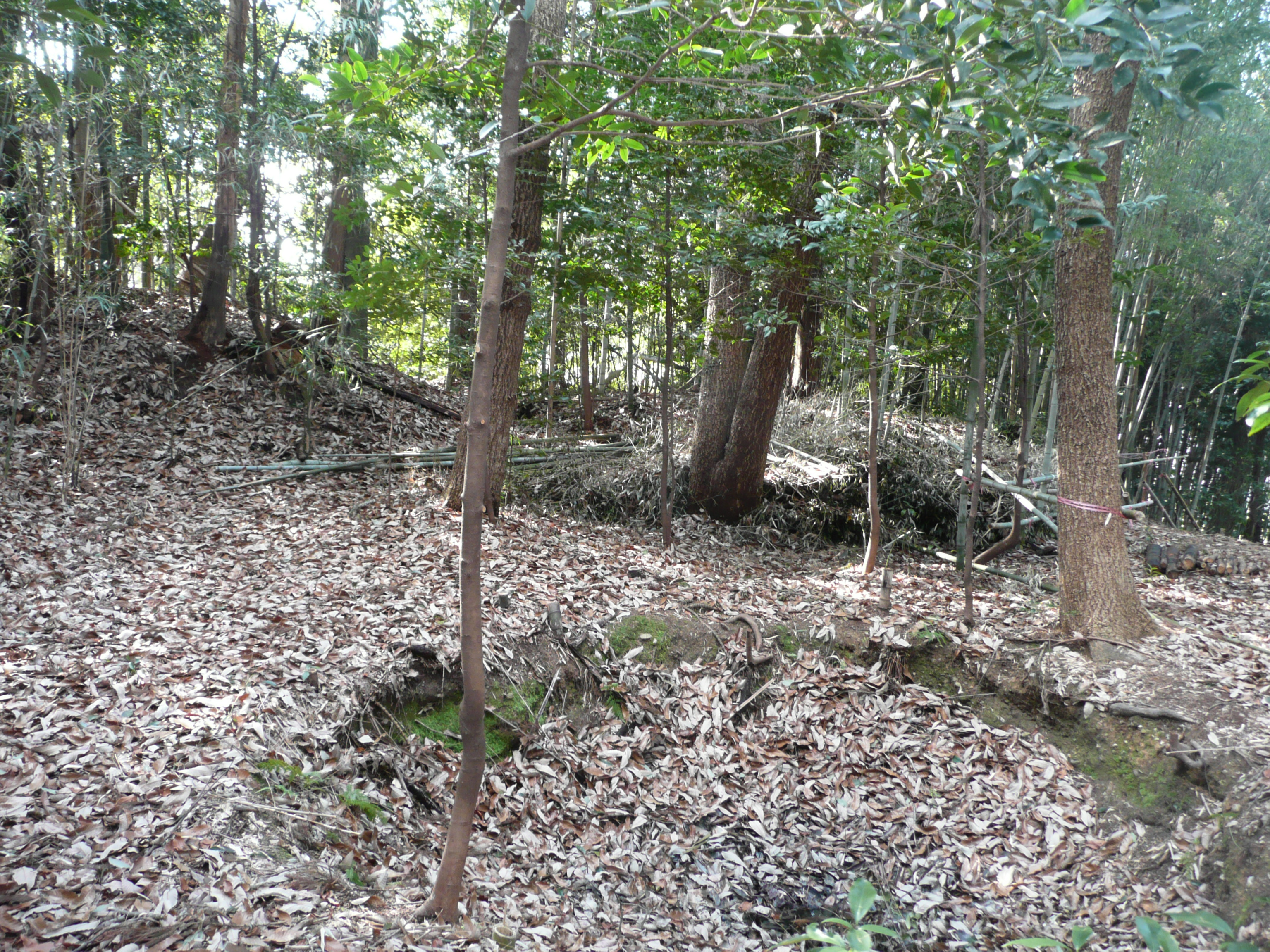
井戸跡地

## 現地情報

### 所在地
- 岐阜県可児市今

### 交通アクセス
鉄道
- JR東海太多線下切駅より徒歩約25分

路線バス
- 東鉄バス（高速バス　西可児 - 名古屋線）
  - 姫が丘バス停より徒歩約15分
- さつきバス
  - 西可児・姫治線(今公民館バス停)より徒歩2分
  - 清水ケ丘・西可児線(姫が丘4丁目バス停)より徒歩約15分
  - ※（両路線とも月、水、金曜日しか運行していなく、往復3便しか出ていない）

自動車道
- 中央自動車道 多治見IC～国道248号～県道113号線